# Убийство выпускницы
«Убийство выпускницы» (англ. The Preppie Murder) — телефильм, основан на реальных событиях.

## Сюжет
Обнаружено тело молодой женщины. Полиция выходит на мужчину, с которым видели девушку в последний раз. Он утверждает, что девушка погибла случайно во время секса между ними. Родственники погибшей не желают мириться с такой трактовкой и требуют от прокурора осудить его за убийство. Но у подозреваемого слишком хороший адвокат.

## В ролях
- Дэнни Айелло — детектив Майк Шихан
- Лара Флинн Бойл — Дженнифер Ливин
- Уильям Болдуин — Роберт Чемберс
- Джоанна Кернс — Линда Фаирштайн
- Джеймс Хэнди — детектив Куин
- Уильям Дивейн — Джек Литман
- Тьюзди Найт — Шоун
- Сандра Буллок — Стейси